# Ingvald Rosenblad
Ingvald Olof Julius Rosenblad, född 2 oktober 1911, död 12 november 2000 i Karlstad, var en svensk författare och museiman. 
Rosenblad var bosatt i Alster utanför Karlstad och kom att ägna en stor del av sitt liv åt Gustaf Frödings författarskap. Tillsammans med Henry Olsson, Rolf Edberg och Tage Aurell grundade han 1969 Gustaf Fröding-sällskapet. Som författare låg han bakom flera verk av betydelse för Frödingforskningen. Rosenblad är begravd på Ruds kyrkogård i Karlstad.